# Giuseppe Ciancabilla
Giuseppe Ciancabilla, né à Rome le 21 août 1871 ou en 1872 et mort le 16 septembre 1904 à San-Francisco, est l'une des figures de l'anarchisme individualiste italien, l'orateur anarchiste le plus impressionnant selon l'historien Paul Avrich. Journaliste, il émigre aux États-Unis où il décède à l'hôpital allemand de San-Francisco à 32 ans seulement.  

## Biographie
Ciancabilla est tout d'abord socialiste, l'un des fondateurs et collaborateur du journal l'Avanti. En 1897, il accompagne Amilcare Cipriani comme correspondant du journal lorsque ce dernier prend part au conflit gréco turque. 
En octobre 1897, il interview Errico Malatesta, le leader anarchiste, pour le journal l'Avanti, sur la question de l'impact du départ de Francesco Saverio Merlino sur la santé du mouvement anarchiste. C'est la discussion qui s'ensuivit qui décida Ciancabilla à quitter le parti socialiste pour rejoindre le mouvement anarchiste. 
Son engagement pour le mouvement anarchiste est rendu public dans l'Agitazione le 4 novembre 1897, ce qui le contraint à l’exil avec sa compagne Ersilia Grandi Cavedagni, elle aussi militante anarchiste, tout d’abord vers la Suisse, où il collabore au Profugo, puis la France où il collabore avec Jean Grave au journal Les Temps nouveaux et trouve auprès de lui les fondements de son positionnement anti-organisationnel.
Expulsé de France en 1898, il fait un nouveau et bref passage en Suisse, puis part s’installer aux États-Unis, à Paterson dans le New Jersey. En septembre, il fait l'apologie de Luigi Luccheni dans le dernier numéro de l'Agitatore, après que ce dernier eut assassiné l'impératrice Elisabeth d'Autriche. 
Aux États-Unis, il devient rédacteur en chef de La Questione Sociale, jusqu’à l’arrivée de Malatesta, en 1899, avec qui il entre en conflit sur la question de l’organisation du mouvement anarchiste. Ciancabilla abandonne la direction du journal et quitte Paterson pour s'installer à West Hoboken où il fonde le journal L’Aurora, dans lequel il publie la traduction des œuvres de Jean Grave et de Pierre Kropotkine. 
Il correspond avec Sante Ferrini, dont il aime les écrits, « e un estimatore », et dans l'une de ses lettres datée de 1902, il est sévère avec Errico Malatesta et Luigi Galleani, les affublant ironiquement du titre de « grands pontifes de l'anarchisme », reprochant au premier « d'endormir les anarchistes et de travailler à la scission du mouvement. » 
Incarcéré durant quelques mois, puis persécuté après l’assassinat du Président McKinley pour avoir pris la défense de Léon Gzolgosz dans un article intitulé « Les accidents de métier », il termine sa vie à San Francisco en éditant le journal La Protesta Umana et meurt, dans le dénuement absolu, le 16 septembre 1904, à l'hôpital allemand de San-Francisco à l'âge de 32 ans.

## Œuvres
- La settimana sanguinosa, 1899.
- Fiori di maggio, Ruffo & Ciani, 1900.
- Verso la morte, New York, 1900.
- Gli anarchici : chi sono e cosa vogliono, Libr. « Tempi Nuovi », Milan, 1921.